# Dendropsophus leucophyllatus
Dendropsophus leucophyllatus is een kikker uit de familie boomkikkers (Hylidae). Lange tijd was Hyla leucophyllata de wetenschappelijke naam van deze soort. De soort werd voor het eerst wetenschappelijk beschreven door Gottfried Christoph Beireis in 1783. Oorspronkelijk werd de wetenschappelijke naam Hyla bufoides gebruikt en later de naam Rana leucophyllata.
De Engelsen noemen deze kikker clownsboomkikker, en niet zonder reden want de basiskleur is felrood tot soms grijs, met zeer grote knalgele vlekken of lange dikke strepen op de snuit, flanken en onderrug, welke vaak onderling versmolten zijn, en kleinere gele vlekken op de poten. De lengte is maximaal vier centimeter. Door de kleine gestalte en de combinatie met de kleuren en patronen doet deze boomkikker denken aan de driekleurige gifkikker (Epipedobates tricolor), maar deze laatste soort heeft een meer groenere kleur strepen, is veel kleiner en meer pad-achtig gebouwd. Dendropsophus leucophyllatus heeft een slank lichaam en is erg lenig, de tenen dragen duidelijk zichtbare hechtschijven waarmee de kikker over allerlei oppervlakken kan lopen.
Het is een typisch klimmende soort die in hoge bomen en struiken te vinden is op zoek naar voedsel, en maar zelden op de bodem komt. Op het menu staan voornamelijk kleine ongewervelden zoals insecten die tussen de takken bejaagd worden. Het is een nachtactieve soort, de mannetjes hebben een donker gekleurde kwaakblaas waaraan ze te onderscheiden zijn van de vrouwtjes.